# Wilhelm Ellenbogen

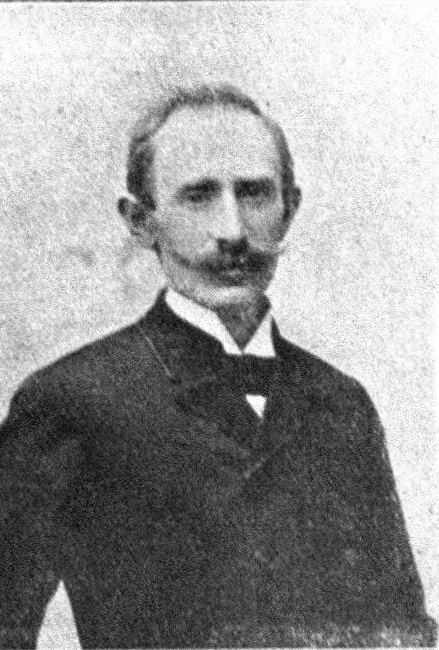
Wilhelm Ellenbogen

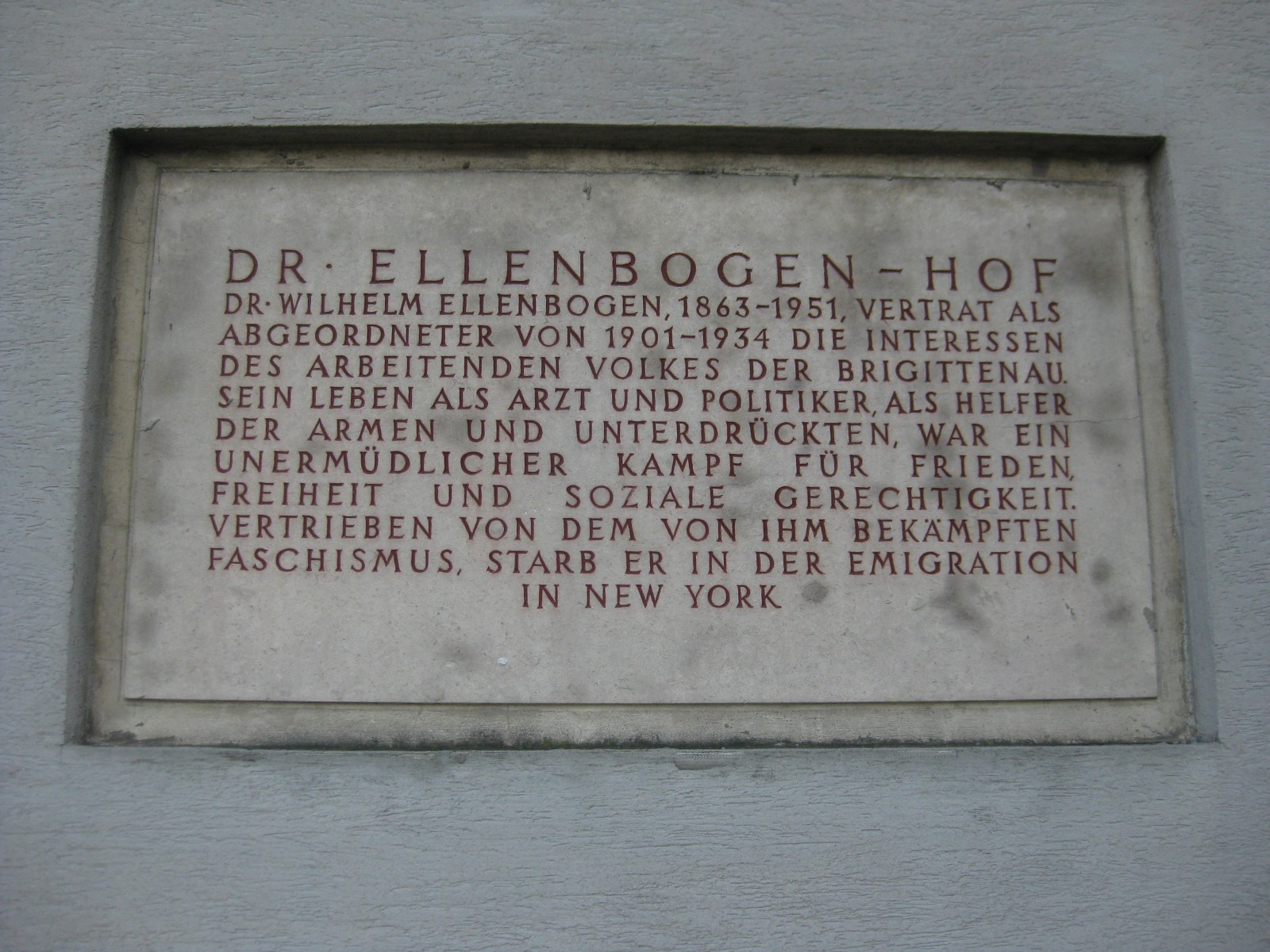
Gedenktafel am Dr.-Ellenbogen-Hof in der Brigittenau

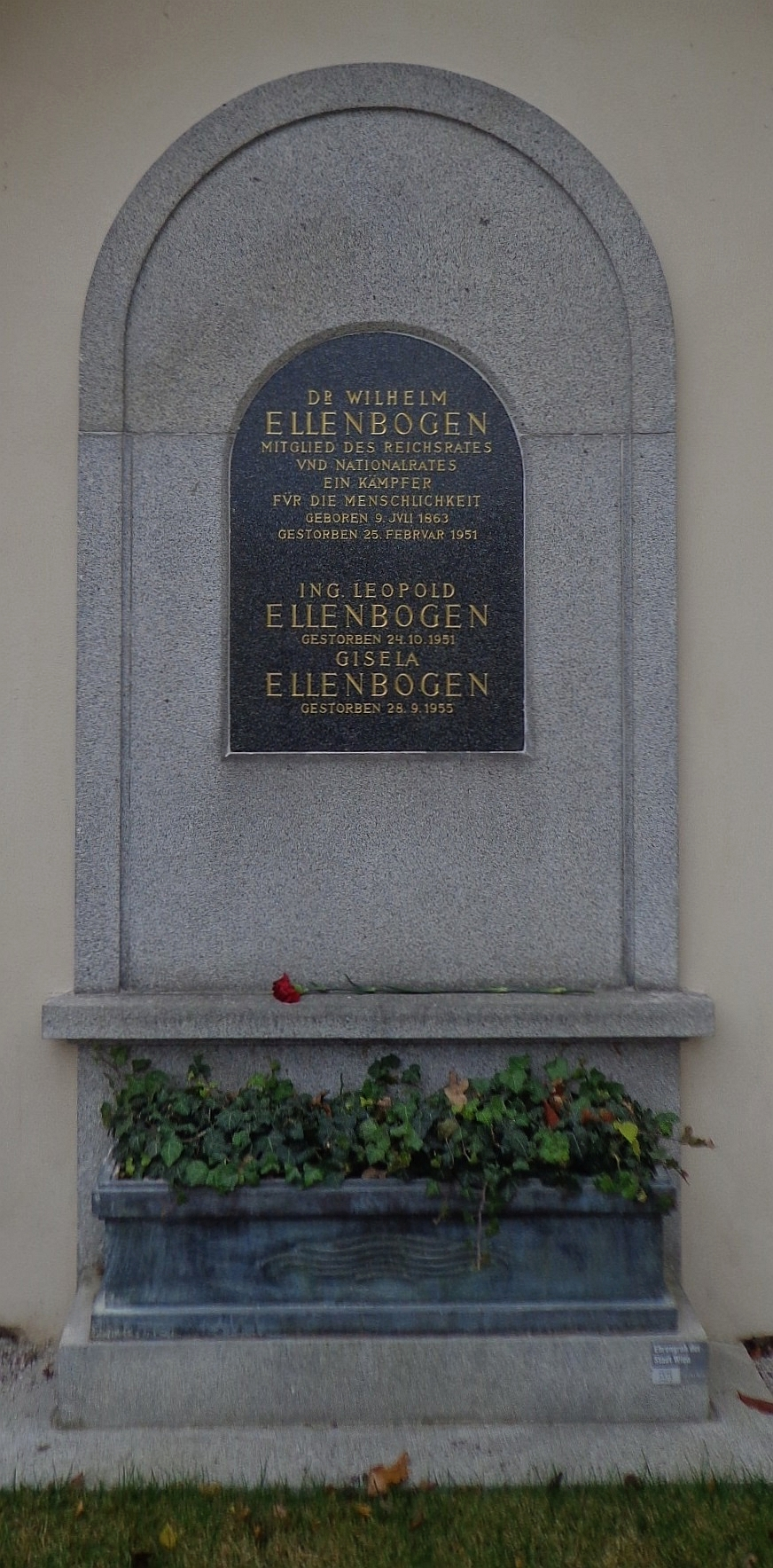
Feuerhalle Simmering – Urnengrab von Wilhelm Ellenbogen

Wilhelm Ellenbogen (* 10. Juli 1863 in Lundenburg (Břeclav), Mähren (9. Juli 1863 laut Eigenangabe); † 25. Februar 1951 in New York) war ein österreichischer Arzt und sozialdemokratischer Politiker.

## Leben
Als Sohn eines Volksschullehrers war er nach seinem Studium zunächst in Wien (AKH) als Arzt tätig, engagierte sich jedoch auch bei der Sozialdemokratischen Arbeiterpartei (SDAP) und wurde 1891 Leiter des „Unterrichtsverbandes der Arbeiterbildungs- und Fachvereine Wiens“. Von 1901, als er den christlichsozialen Abgeordneten Hermann Bielohlawek verdrängte, bis 1918 war er für die SDAP als Reichsratsabgeordneter tätig. Bei den Internationalen Sozialistenkongressen (Zweite Internationale) der Jahre 1900, 1907 und 1910 war er als Vortragender tätig (Themen: Vergesellschaftung der Produktionsmittel, Ein- und Auswanderung der Arbeiter bzw. über die Einigung der sozialistischen Organisationen, die Lage in Argentinien, Finnland, Persien und der Türkei).
Nach seiner Tätigkeit in der Provisorischen Nationalversammlung (1918/19) war er von 1919 bis 1934 als Mitglied der konstitutionierenden Nationalversammlung bzw. als Abgeordneter zum Nationalrat tätig. Ab 1919 fungierte er als Präsident der Staatskommission für Sozialisierung und nahm von 1919 bis 1920 die Funktion eines Unterstaatssekretärs für Handel und Gewerbe wahr.
In den 1920er Jahren setzte sich Ellenbogen intensiv mit der Herrschaftsform des Faschismus auseinander und prangerte offen das Naheverhältnis von Bundeskanzler Ignaz Seipel (1922/24 und 1926/29) zu Mussolini an, insbesondere auch vor dem Hintergrund der Südtirolfrage und der von den Faschisten betriebenen Unterdrückungs- und Entnationalisierungspolitik.
Aufgrund seiner jüdischen Herkunft sah er sich nach dem Anschluss Österreichs 1938 zur Emigration gezwungen und ging 1940 von Lissabon aus in die USA (andere bemerkenswerte Passagiere dieser Reise: siehe Erna Sailer), wo er in New York City ansässig wurde. Von 1943 bis 1945 gehörte er dem Vorstand des Austrian Labor Committees (ALC) an, das aufgrund der Mitgliedschaft bzw. Mitwirkung von Friedrich Adler als Nachfolgeorganisation der 1938 in Brüssel gegründeten Auslandsvertretung der österreichischen Sozialisten (AVOES) angesehen wurde. Sein Wunsch, nach Kriegsende nach Österreich zurückzukehren, ging aufgrund der Resistenz der neuen Parteispitze nicht in Erfüllung.
Sein ehrenhalber gewidmetes Grab (Abteilung ML, Gruppe 20 A, Nummer 1 G) befindet sich im Urnenhain der Feuerhalle Simmering.
Der zwischen 12959 und 1961 errichtete Gemeindebau Dr.-Ellenbogen-Hof an der Brigittenauer Lände 148–154 im 20. Bezirk wurde zu seinen Ehren benannt. Im September 2023 wurde ein Lehrgang der Wiener Parteischule nach ihm benannt.

## Werke
- Was will die Sozialdemokratie? Wien 1914.
- Sozialisierung in Österreich. Wien 1921.
- Faschismus. Hrsg.: Norbert Leser, Georg Rundel. Wien 1923.
- Ausgewählte Schriften. Wien 1983.
- Der österreichische Faschismus und wir. In: Der Kampf. Jahrgang 26, Nr. 6, Juni 1933.
- Menschen und Prinzipien: Erinnerungen, Urteile und Reflexionen eines kritischen Sozialdemokraten. Böhlau, Wien 1981.